# James Capehart
James Capehart (* 7. März 1847 in Point Pleasant, Virginia; † 28. April 1921 in Cocoa, Florida) war ein US-amerikanischer Politiker. Zwischen 1891 und 1895 vertrat er den vierten Wahlbezirk des Bundesstaates West Virginia im US-Repräsentantenhaus.

## Werdegang
James Capehart wurde 1847 in Point Pleasant geboren, das damals noch zu Virginia gehörte und seit 1863 im neu gegründeten Staat West Virginia liegt. Er besuchte die öffentlichen Schulen seiner Heimat und das Marietta College in Ohio sowie das Duff’s Commercial College in Pittsburgh (Pennsylvania). Danach arbeitete er als Angestellter und Buchhalter im Geschäft seines Vaters. Zwischen 1867 und 1903 betätigte Capehart sich neben seinen anderen Aktivitäten in der Landwirtschaft und hier vor allem auf dem Gebiet der Viehzucht. Politisch war er Mitglied der Demokratischen Partei. In den Jahren 1871 und 1872 sowie von 1880 bis 1885 leitete er die Verwaltung des Bezirksgerichts im Mason County. Im Jahr 1888 war er Delegierter zur Democratic National Convention in St. Louis, auf der Präsident Grover Cleveland für eine zweite Amtszeit nominiert wurde. Cleveland verlor aber bei der Wahl gegen Benjamin Harrison.
1890 wurde Capehart im vierten Distrikt von West Virginia in das US-Repräsentantenhaus in Washington gewählt. Dort trat er am 4. März 1891 die Nachfolge des Republikaners Charles Brooks Smith an, den er bei der Wahl geschlagen hatte. Nach einer Wiederwahl im Jahr 1892 konnte Capehart bis zum 3. März 1895 zwei Legislaturperioden im Kongress absolvieren. Im Jahr 1894 verzichtete er auf eine weitere Kandidatur. 1901 wurde er Präsident der Point Pleasant National Bank. Nach 1903 befasste er sich mit dem Obstanbau. Er zog in das Brevard County in Florida, wo er dieser Tätigkeit nachging. James Capehart starb am 28. April 1921 in seinem letzten Wohnort Cocoa und wurde in Point Pleasant beigesetzt.